# ライリー・フィン
ライリー・フィン（Riley Finn）は、『バフィー 〜恋する十字架〜』に登場する架空の人物。演じた俳優はマーク・ブルカス。

## 人物
表向きはカリフォルニア大学サニーデール校の大学生。正体はアメリカ陸軍の傘下にある政府機関イニシアティブの工作員。
性格
- 表向き温厚にみえるがすぐ手が出るタイプ。
- バフィーの恋人だったエンジェルに敵意を持つ。
- バフィーに出会うまでは同性愛者のサークルに属していた。

特徴
金髪。第8シーズンでは胸にトワイライトグループのメンバーであることを示す薄暮の刺青を入れている。

## 人間関係
- マギー・ウォルシュ（リンゼイ・クローズ）

ライリー・フィンの上司。表向きはカリフォルニア大学サニーデール校の教授。
- フォレスト・ゲイツ（レオナルド・ロバーツ）

ライリー・フィンの親友。
- サム

ライリーの妻。
- バフィー・アン・サマーズ

大学時代の恋人。